# Бойцов, Анатолий Иванович
Анатолий Иванович Бойцов (15 апреля 1935, Ленинград —	29 мая 2015) — советский футболист, нападающий, полузащитник. Мастер спорта СССР (1960).
Воспитанник Дворца пионеров, играл за сборную района в первенстве Ленинграда (1949). Ученик фрезеровщика завода «Красная Звезда» (1951). Окончил Радиотехникум-2 (радиотехник). В 1951—1952 годах выступал за юношескую команду «Динамо» Ленинград, обладатель Кубка Ленинграда (1952), в 1953 играл за дубль. В 1954 году был отчислен со сборов команды «Трудовые резервы» за неперспективность, затем играл в классе «Б» за «Красную Звезду» Петрозаводск и «Шахтёр» Мосбасс. Вернувшись в Ленинград, играл на региональном уровне за клубную команду «Динамо» (1956—1957, 1961, 1965—1968), «Ждановец» (1960, 1964), «Темп» (1969—1979, был тренером).
В 1958—1959 годах в классе «Б» играл за «Трудовые резервы», в 1962—1963 годах провёл 25 игр, забил 6 голов в классе «А» за «Динамо».
Многократный чемпион и обладатель Кубка Ленинграда. Обладатель Кубка Балтийского моря (1959). Обладатель Кубка СССР для производственных коллективов (1960).
Играл за «Динамо» в хоккей с шайбой (1954—1958).
Награждён медалью «Ветеран труда» (1984).